# Banji
Banji é um gênero de dinossauro da família Oviraptoridae do Cretáceo Superior da China. Ah uma única espécie descrita para o gênero Banji long. Seus restos fósseis foram encontrados na formação  Nanxiong na província de Jiangxi e são datados do nível K-Pg, com cerca de 66 milhões de anos.